# Borynja
Borynja (ukrainisch Бориня; russisch Борыня, polnisch Borynia) ist eine Siedlung städtischen Typs im Rajon Sambir in der Oblast Lwiw im Westen der Ukraine. Der sich über mehrere Kilometer entlang der Hauptstraße erstreckende Ort liegt südwestlich der Oblasthauptstadt Lwiw nahe der Grenze zu Polen am Flüsschen Borynka.

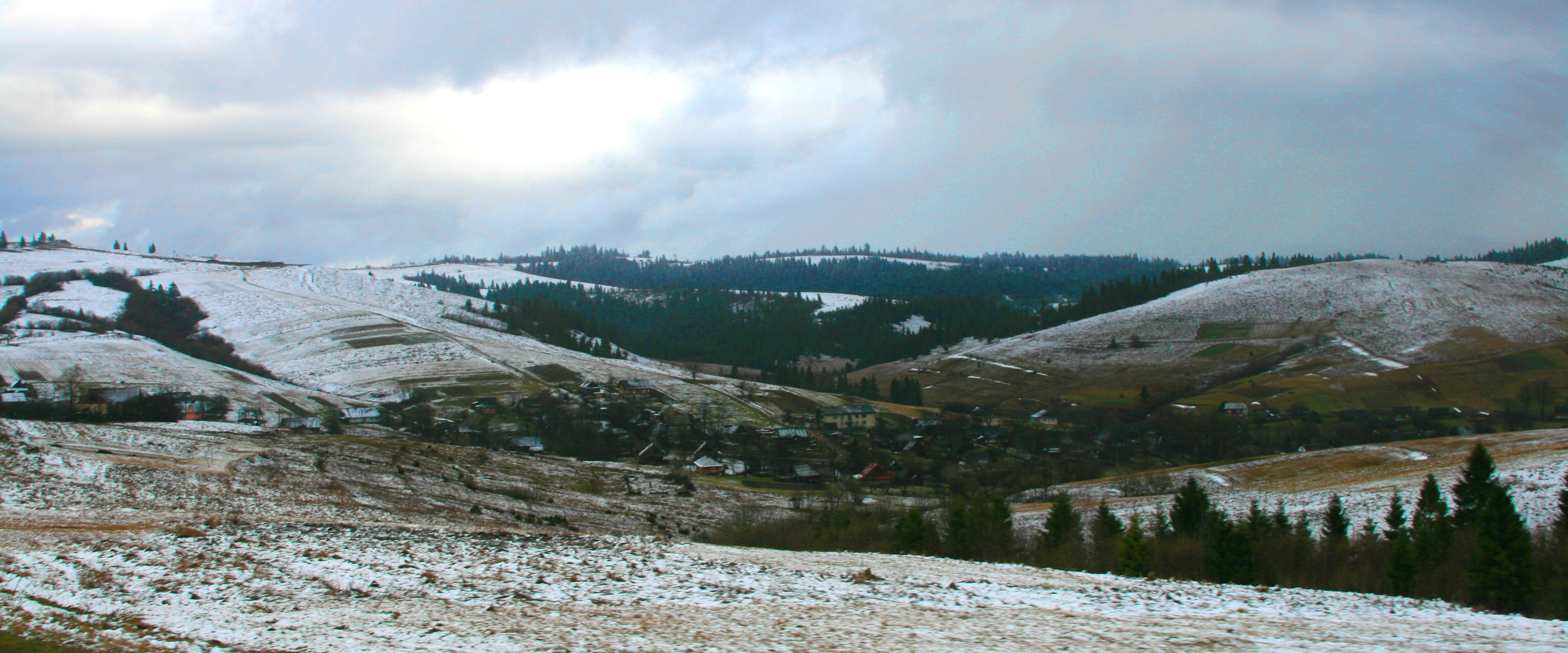
Blick auf den Ort

## Geschichte
Die Ortschaft wurde im Jahre 1552 als königliches Dorf gegründet. Der Gründer und der erste Vogt war Jan Wysoczański. Im Jahre 1563 wurde das orthodoxe Kirchengebäude erstmals erwähnt. Borynja gehörte zunächst zur Woiwodschaft Ruthenien der Adelsrepublik Polen-Litauen und von 1772 bis 1918 zum österreichischen Galizien. Zwischen 1854 und 1867 war der Ort Sitz einer Bezirkshauptmannschaft, danach bis 1918 der Sitz eines Bezirksgerichts des Bezirks Turka.
Etwa 1780 wurde im Zuge der Josephinischen Kolonisation eine kleine deutsche Kolonie gegründet. Dort wurde in den Jahren 1877–1879 eine römisch-katholische Kirche erbaut.
Im Jahre 1900 hatte die Gemeinde Borynia 276 Häuser mit 1690 Einwohnern, davon 1399 ruthenischsprachige, 144 deutschsprachige, 144 polnischsprachige, 1290 griechisch-katholische, 255 römisch-katholische, 145 Juden.
Nach dem Ende des Ersten Weltkrieges kam der Ort zu Polen und lag hier ab 1921 offiziell in der Woiwodschaft Stanislau, Powiat Turka, Gmina Borynia und ab 1931 in der Woiwodschaft Lwów.
Im Jahre 1921 hatte die Gemeinde Borynia 295 Häuser mit 1701 Einwohnern, davon 978 Ruthenen, 685 Polen, 38 Juden (Nationalität), 1079 griechisch-katholische, 325 römisch-katholische, 297 Juden (Religion). Im Jahre 1938 umfasste die römisch-katholische Pfarrei Borynia im Dekanat Sambor im Bistum Przemyśl 1525 Gemeindemitglieder, davon 450 in Borynia, der Rest in etwa 35 Dörfer, am meisten in Wysocko Wyżne (250), Tarnawa Niżna (234), Sianki (165), Komarniki (130).
Im Zweiten Weltkrieg wurde Borynia von 1939 bis 1941 von der Sowjetunion in die Ukrainische SSR eingegliedert und im Anschluss bis 1944, eingegliedert in den Distrikt Galizien, von Deutschland besetzt.
Nach dem Ende des Krieges wurde der Ort wieder der Ukrainischen SSR der Sowjetunion zugeschlagen und ist seit deren Zusammenbruch 1991 Teil der unabhängigen Ukraine.
Seit 1981 hat der Ort den Status einer Siedlung städtischen Typs. Zwischen 1940 und 1959 war der Ort Rajonszentrum des gleichnamigen Rajons Borynja, danach gehörte sie bis Sommer 2020 zum Rajon Turka, seither ist sie dem Rajon Sambir zugeordnet.
Am 12. Juni 2020 wurde die Siedlung städtischen Typs zum Zentrum der neu gegründeten Siedlungsgemeinde Borynja (Боринська селищна громада/Borynska selyschtschna hromada) zu dieser zählen auch noch die 32 in der untenstehenden Tabelle aufgelistetenen Dörfer, bis dahin war sie in der Siedlungsratsgemeinde Borynja (Боринська селищна рада/Borynska selyschtschna rada) organisiert.
Folgende Orte sind neben dem Hauptort Borynja Teil der Gemeinde:
| Name                     | Name            | Name                                    | Name           |
| ukrainisch transkribiert | ukrainisch      | russisch                                | polnisch       |
| ------------------------ | --------------- | --------------------------------------- | -------------- |
| Bahnuwate                | Багнувате       | Багноватое (Bagnowatoje)                | Bachnowate     |
| Benjowa                  | Беньова         | Бенёва                                  | Beniowa        |
| Bitlja                   | Бітля           | Битля                                   | Butla          |
| Boberka                  | Боберка         | Боберка                                 | Boberka        |
| Bukowynka                | Буковинка       | Буковинка (Bukowinka)                   | Bukowinka      |
| Iwaschkiwzi              | Івашківці       | Ивашковцы (Iwaschkowzy)                 | Iwaszkowce     |
| Jabluniw                 | Яблунів         | Яблонов (Jablonow)                      | Jabłonów       |
| Jaworiw                  | Яворів          | Яворов (Jaworow)                        | Jaworów        |
| Karpatske                | Карпатське      | Карпатское (Karpatskoje)                | Hnyła          |
| Komarnyky                | Комарники       | Комарники (Komarniki)                   | Komarniki      |
| Krywka                   | Кривка          | Кривка (Kriwka)                         | Krywka         |
| Lybochora                | Либохора        | Либохора (Libochora)                    | Libuchora      |
| Meschyhirja              | Межигір'я       | Межигорье (Meschigorje)                 | Mołdawsko      |
| Nyschnij Turiw           | Нижній Турів    | Нижний Туров (Nischni Turow)            | Tureczki Niżne |
| Nyschnja Jablunka        | Нижня Яблунька  | Нижняя Яблонька (Nischnjaja Jablonka)   | Jabłonka Niżna |
| Nyschnje                 | Нижнє           | Нижнее (Nischneje)                      | Butelka Niżna  |
| Nyschnje Husne           | Нижнє Гусне     | Нижнее Гусиное (Nischneje Gussinoje)    | Husne Niżne    |
| Nyschnje Wyssozke        | Нижнє Висоцьке  | Нижнее Высоцкое (Nischneje Wyssozkoje)  | Wysocko Niżne  |
| Ropawske                 | Ропавське       | Ропавское (Ropawskoje)                  | Ropawsko       |
| Rykiw                    | Риків           | Рыков (Rykow)                           | Ryków          |
| Sakytschera              | Закичера        | Закичера (Sakitschera)                  | Zakiczera      |
| Saritschtschja           | Заріччя         | Заречье (Saretschje)                    | Zarzecze       |
| Schandrowez              | Шандровець      | Шандровец                               | Szandrowiec    |
| Schtukowez               | Штуковець       | Штуковец                                | Stokowiec      |
| Sjanky                   | Сянки           | Сянки (Sjanki)                          | Sianki         |
| Sworez                   | Зворець         | Зворец                                  | Zworzec        |
| Syhlowate                | Сигловате       | Сигловатое (Siglowatoje)                | Syhłowate      |
| Werchnij Turiw           | Верхній Турів   | Верхний Туров (Werchni Turow)           | Tureczki Wyżne |
| Werchnja Jablunka        | Верхня Яблунька | Верхняя Яблонька (Werchnjaja Jablonka)  | Jabłonka Wyżna |
| Werchnje                 | Верхнє          | Верхнее (Werchneje)                     | Butelka Wyżna  |
| Werchnje Husne           | Верхнє Гусне    | Верхнее Гусиное (Werchneje Gussinoje)   | Husne Wyżne    |
| Werchnje Wyssozke        | Верхнє Висоцьке | Верхнее Высоцкое (Werchneje Wyssozkoje) | Wysocko Wyżne  |